# エレーナ・レオノワ
エレーナ・レオノワ（ロシア語: Елена Леонова、ラテン翻字：Elena Leonova、1973年7月12日 - ）は、ロシア出身の女性フィギュアスケート選手でプロスケーター。1985-1986、1986-1987年シーズンの世界ジュニア選手権チャンピオン。パートナーはゲンナジー・クラスニツキー、セルゲイ・ペトロフスキー、そして夫でもあるアンドレイ・コワルコ。

## 経歴
ゲンナジー・クラアスニツキーとペアを組み、ソビエト連邦代表として出場した1985-1986年シーズンの世界ジュニア選手権で初出場・初優勝を飾った。翌1986-1987年シーズンの世界ジュニア選手権も制し、2連覇を達成。シニアへの転向後にもNHK杯やネーベルホルン杯、スケートカナダなどで優勝を重ねたが、1989-1990年シーズンの終了後にゲンナジーとのペアを解消した。その後、セルゲイ・ペトロフスキーと新たにペアを組んでスケートアメリカに出場したが、表彰台に上ることはなかった。
アマチュア引退後、アンドレイ・コワルコとペアを組んでプロスケーターとして活動。1999年と2000年の世界プロフィギュア選手権では2連覇を果たし、アイスショーでもプリンスアイスワールドやフレンズ・オン・アイスなどで精力的に活動を続けている。

## 主な戦績
- 戦績はゲンナジー・クラスニツキーとのペア時。

| 大会/年          | 1985-86 | 1986-87 | 1987-88 | 1988-89 | 1989-90 |
| ---------------- | ------- | ------- | ------- | ------- | ------- |
| スケートカナダ   |         |         |         |         | 1       |
| ネーベルホルン杯 |         |         |         |         | 1       |
| NHK杯            |         |         | 1       |         |         |
| 世界Jr.選手権    | 1       | 1       |         |         |         |